# Enicospilus combustus
Enicospilus combustus es una especie de insecto del género Enicospilus de la familia Ichneumonidae del orden Hymenoptera.
 Se encuentra en Europa. 

## Historia
Fue descrita científicamente por primera vez en el año 1829 por Gravenhorst.